# Атанас Ілієв
Атанас Ілієв (болг. Atanas Iliev; нар. 9 жовтня 1994, Добрич) — болгарський футболіст, нападник кіпрського клубу «Анортосіс» та національної збірної Болгарії. Виступав також за низку болгарських та закордонних клубів, зокрема за клуби «Монтана», «Черно море» та «Асколі»,.

## Клубна кар'єра
Атанас Ілієв народився 1994 року в місті Добрич, та є вихованцем юнацької команди футбольного клубу «Добруджа», пізніше займався у школі футбольного клубу «Черно море». У дорослому футболі дебютував 2012 року виступами у складі команди «Черно море», в якій грав до 2014 року, взявши участь у 15 матчах чемпіонату. У 2014—2015 роках футболіст грав у складі клубу «Добруджа». У 2015 Ілієв став гравцем клубу «Монтана», у складі якого грав до 2020 року. . У складі «Монтани» був одним з головних бомбардирів команди, відзначившись 52 забитими м'ячами в 127 проведених матчах.
Протягом 2020—2021 років Атанас Ілієв захищав кольори клубу «Ботев» (Пловдив). У 2021 році він уклав контракт з італійським клубом «Асколі», у складі якого грав до 2023 року. У 2023—2024 роках Ілієв знову грав у складі команди «Черно море».
З 2024 року Атанас Ілієв став гравцем кіпрського клубу «Анортосіс».

## Виступи за збірні
У 2012 році Атанас Ілієв дебютував у складі юнацької збірної Болгарії, загалом на юнацькому рівні взяв участь у 2 іграх.
У 2021 році Ілієв дебютував у складі національної збірної Болгарії. Станом на вересень 2024 року зіграв у складі національної збірної 16 матчів, у яких відзначився 3 забитими м'ячами.